# Amigos dos Amigos
Amigos dos Amigos (Amici degli amici) comunemente conosciuta come ADA, è un'organizzazione criminale brasiliana che opera a Rio de Janeiro.
È sorta dal conflitto tra Comando Vermelho e Terceiro Comando, altre due bande della città che sono ora le sue principali rivali.
ADA controllava molti punti di vendita della droga nella zona nord e ovest della città e Rocinha, la più grande favela di Rio de Janeiro insieme ad altre più piccole.
Con l'uccisione del capo dell’organizzazione “Bem-Te-Vi” (“ti ho visto bene") nel 2005 da parte della polizia; Nem prese il comando e guidò una nuova ondata di violenza per controllare le favelas di Rio.
La fazione è decadente dal 2017 anno in cui perse il controllo della favela per colpa di Rogério 157. Ed è da molti considerata estinta.